# Svenska cupen i fotboll för damer 1992
Svenska cupen i fotboll för damer 1992  spelades säsongen 1992 och vanns av Älvsjö AIK som slog Gideonsbergs IF i finalen med 2 – 1.

## Omgång 1
Frosta FK – Stattena IF 1 – 0

Önnestads BI – IF Trion2 – 3

Veberöds AIF – Eskilsminne IF 6 – 1

Älmhults IF – Skillinge IF 5 – 0

IFK Knislinge – IS Halmia 3 – 1

Hästveda IF – IF Böljan 1 – 4

Linghems SK – Nässjö FF 2 – 1 (efter sudden death)

Kungsbacka B1 – Sandhuts SK 2 – 3

Södra Härene IF – Ävängens IK 0 – 9

Onsala BK – Sollenbrunns AIK 4 – 0

BK Atos – Alingsås KIK 0 – 3

Lundens AIS – Niltorps IK 5 – 7

Vämbs IF – Husqvarna FF 4 – 1

Stentorps IF – IFK Jönköping 0 – 5

BK Sting – IF Älvena 3 – 1

IK Frisco – Länsmannsgårdens DFK walk over

Råda BK – IK Oddevold 0 – 5

Hönö IS – Valinge IF 0 – 4

Vartofta SK – Landvetter IF 1 – 8

Lerums IS – Vallens IF 1 – 3

Kila IF – Lysekils FF 0 – 3

IFK Skövde – Tuve IF 0 – 9

Mölnlycke IF – Skara IF 1 – 2

Gånghesters SK – Ytterby IS 4 – 0

Yxhults IK – Moholms SK 0 – 1 (sudden death)

Åstorps IF – Axbergs IF 1 – 2

Qbik – Vivalla IF 0 – 4

## Omgång 2
Frosta IK – IFÖ/Bromölla 2 – 1 (sudden death)

IF Trion – Vittsjö 5 – 4 (sudden death)

Veberöds AIF – Söder IF 0 – 2

Älmhults IK – IFK Knislinge 1 – 0

IF Böljan – Borstahusens BK3 – 2 (sudden death)

Linghems SK – Rödsle BK 2 – 4

Sandhults SK – Älvängens IK 1 – 0

Onsala BK – Alingsås KIK 0 – 5

Gånghesters SK – Nittorps IK 1 – 0

Våmbs IF – Falköpings KIK 3 – 2

IFK Jönköping – Stenkullens GoIK 10 – 0

BK Sting – Mossens BK/SIK 0 – 2

IK Oddevold – IK Frisco 1 – 3

Valinge IF – Timmele GoIF 3 – 0

Landvetter IF – Vallens IF 5 – 0

Lysekils FF – Lidköpings FF 0 – 2

Tuve IF – Skara IF walk over

Moholms SK – Axbergs IF 3 – 2 (sudden death)

Vivalla IF – Sils IF 0 – 2

IFK Lindesberg – IFK Skoghall 0 – 10

Filipstads FF – Kungsörs SK 4 – 1

Adolfsbergs IK – Mjölby Södra IF 0 – 1

Lillkyrka IF – Borens IK 0 – 6

Slottsbrons IF – Nora KIK 5 – 1

Fågelsta AIF – IFK Nyköping 0 – 11

Harbs BK – Huddinge IF 1 – 6

Flens Sö IF – Sturefors IF 0 – 1

Röförs IF – Arvika fotboll 2 – 4

Triangelns IK – Boxholms IF 2 – 3

Sundbybergs IK – Jullita GoIF 3 – 4

Grällsta IF – Norsborgs FF 1 – 3

SK Servia – IFK Tumba 0 – 1

IK Franke – IK Sturehov 1 – 3

Säters IF – Skultuna IF 1 – 4

Åkers IF – Roslagskulla IF 1 – 2

Råsunda IS – Västerås IK walk over

Gnesta FF – Tungelsta IF 0 – 1

S/S Lima – Västanfors IF 0 – 1

AIK/KSK – Leksands IF 0 – 6

Lagunda AIK – IFK Ludvika 1 – 2

Vällingby AIK – Strömsbro/Sätra IF 1 – 18

Bråvalla IK – Vagnhärads SK 2 – 4

Ösmo GIF – Bollstanäs SK 2 – 4

Vallentuna BK – Nykvarns SK 2 – 4 (efter straffar)

Ullfors IF – Edsbergs IF 0 – 3

Torshälla/Nyby IS – IFK Viksjö 1 – 5

IFK Täby – Skutskärs IF/FK 6 – 2

Hille IF/GIK – IFK Lidingö 1 – 10

Härads IF – Rönninge/Salem IF 1 – 5

Värmdö IF – Heby AIK 2 – 1

Enskede IK – Skå IK 0 – 4

Surahammars SK – Älta IF 1 – 7

Stensätra IF – IF Brommapojkarna 2 – 0

Järna Idrott – Vendelsö IK 1 – 4

Gamla Uppsala SK – Tullinge TP, walk over

IFK Skogås – Bålsta IF, walk over

Sandvikens IF – Östhammars SK 1 – 0

Övergrans IF – Dalhem IF 0 – 5

IFK Gävle – Smedjebackens FK 0 – 3

Hagströms SK – IFK Timrå 1 – 2

Domsjö IF – Alnö IF 0 – 4

Kilafors IF – Härnösands SK 1 – 3

Nordingrå SK – Frösö IF 0 – 5

Arnäs IF – Hackås IF 1 – 2 (sudden death)

Orrvikens IK – Ålandsbro AIK, walk over

Örnsköldsviks DFF – IFK Östersund 4 – 1

Myssjö/Ovikens IF – Sollefteå GIK 1 – 2

Ljustorps IF – Storsjöns DFF 1 – 9

Strömsund/Hammerdal – Sidensjö IK 0 – 4

Anundsjö IF – Sandåkerns SK 0 – 1 (sudden death)

Lövånger Uttersjöb. AIK – Assi IF 0 – 1

Spöland IF – Burträsk IK 2 – 3

Sörfors IF – Piteå IF1 – 2

Storfors AIK – Umeå IK0 – 2

Luleå SK – Morön BK 1 – 3

Rosvks IK – Kiruna BoIS

## Omgång 3
Frosta FK – Akseröds IF 1 – 2

Söder IF – BK Astrio 3 – 2

Älmhults IF – Kristianstads FF 1 – 7

Rödsle BK – Boxholms IF 6 – 0

IF Trion – TSK/Svalöv DFK 6 – ? (efter straffar)

Gånghesters SK – Vallinge IF 1 – 6

Landvetter IF – Sandhults SK 1 – 0

Tuve IF – Varbergs GIF 2 – 1

Alingsås KIK – Rölanda IF 1 – 3

IF Böljan – Mariedals IK 4 – 5 efter straffar

Våmbs IF – Trollhättans IF 1 – 2

IF Frisco – Mossens BK 0 – 1

IFK Skoghall – IK Sturehov 2 – 1 (sudden death)

Sils IF – Mariestads BoIS 0 – 2

Slottsbrons IF – Arvika fotboll 2 – 1 (sudden death)

Filipstads FF – Moholms SK 2 – 1

Lidköpings FF – Karlslunds IF 1 – 2

Mjölby södra IF – Julita GoIF 4 – 0

Borens IF – IFK Jönköping 1 – 2

Skultuna IS – IFK Ludvika 1 – 5

IFK Tumba – Huddinge IF 0 – 8

Dalhelm IF – Norsborgs FF 6 – 0

Gamla Uppsala SK – Västerås BK 30, 0 – 4

Värmdö IF – Vagnhärads SK 1 – 5

Bålsta IF – Bälinge IF 0 – 9

Edsbergs IF – Vendelsö IK 0 – 3

Skå IK – AIK 1 – 2

IFK Viksjö – IFK Nyköping 2 – 0

IFK Täby – Älta IF 1 – 8

Roslagskulla IF – Rönninge/Salem 0 – 4

Sturefors IF – Nykvarns SK 1 – 0

Västerås IK – IFK Lidingö 0 – 3

Tungelsta IF – Bollstanäs SK 2 – 3

Sandvikens IF – Borlänge FK 0 – 2

Västanfors IF – Leksands IF 6 – 4 efter straffar

Smedjebackens FK – Stensätra IF 2 – 3

Strömsbro/Sätra IF – Alnö IF 3 – 0

Härnösands SK – IFK Timrå 3 – 0

Hackås IF – Frösö IF 1 – 3

Orrvikens IK – Ope IF 1 – 10

Storsjöns DFF – Sollefteå GIF 1 – 3

Örnsköldsviks DFF – Sandåkerns SK 1 – 3

Umeå IK – Sidensjö IK 6 – 1

Burträsk IK – Umeå Södra FF 1 – 5

Morön BK – Piteå IF 4 – 6 efter straffar

Kiruna BoIS – Assi IF 6 – 0

## Omgång 4
Söder IF – Askeröds IF 2 – 3

Valinge IF – TSK/Svalöv DFK 0 – 3

Rödsle BK – Kristianstads FF 2 – 3

Landvetter IF – Trollhättans IF 2 – 1

Tuve IF – Mariedals IK 3 – 1

Mossens BK – Rölanda IF 0 – 3

Slottsbrons IF – Karlslunds IF 0 – 7

Filipstads FF – IFK Ludvika 1 – 3

IFK Skoghall – Mariestads BoIS

IFK Jönköping – Mjölby södra IF 6 – 0

Rönninge/Salem – Sturefors IF 1 – 0

Västanfors IF – Västerås BK 30 0 – 3

Vagnhärad SK – Dalhem IF 1 – 3

Vendelsö IK – AIK 0 – 3

Älta IF – Bälinge IF 1 – 0

Huddinge IF – IFK Viksjö 4 – 1

Bollstanäs SK – Borlänge FK 2 – 3

IFK Lidingö FK – Strömsbro/Sätra 8 – 0

Frösö IF – Umeå IK 1 – 2

Stensätra IF – Härnösands SK 3 – 1

Sandåkers SK – Umeå Södra FF 0 – 2

Sollefteå GIF – Ope IF 0 – 4

Piteå IF – Kiruna BOIS 3 – 2

## Omgång 5, damallsvenska lagen går in i cupen
Askeröds IF – Öxabäck IF 0 – 2

TSK/Svalöv DFK – Malmö FF 0 – 5

IFK Jönköping – Kristianstads FF 4 – 1

Landvetter IF – Mariestads BoIS 1 – 3

Tuve IF – GAIS 2 – 5

IFK Ludvika – Karlslunds IF 1 – 5

Rölanda IF – Jitex BK 3 – 5

Västerås BK30 – Djurgårdens FF 2 – 0

Stensära IF – Bälinge IF 3 – 5

Dalhem IF – Huddinge IF 6 – 0

IFK Lidingö – Älvsjö AIK 1 – 5

AIK – Hammarby IF 1 – 4

Borlänge FK – Gideonsbergs IF 1 – 3

Rönninge/Salem – Umeå södra FF 2 – 4

Piteå IF – Sunnanå SK 0 – 8

Umeå IK – Ope IF 1 – 2

## Åttondelsfinal
IFK Jönköping – Malmö FF 0 – 1

Mariestads BoIS – Jitex BK 2 – 6

Karlslunds IF – Öxabäck IF 1 – 3

Västerås BK 30 – GAIS 1 – 2

Bälinge IF – Hammarby IF 0 – 2

Dalhem IF – Gideonsbergs IF 0 – 2

Umeå Södra IF – Sunnanå SK 0 – 4

Ope IF – Älvsjö AIK 0 – 3

## Kvartsfinal
|  | 29 juli 1991 | GAIS         | 1 – 3 | Gideonsbergs IF                |                     |                     |
|  |              | Åsa Linqvist |       | Pärnilla Larsson Maria Kun x 2 | Göteborg Publik: 54 | Göteborg Publik: 54 |
|  |              |              |       |                                | Göteborg Publik: 54 | Göteborg Publik: 54 |
|  |              |              |       |                                | Göteborg Publik: 54 | Göteborg Publik: 54 |

|  | 29 juli 1991 | Sunnanå SK    | 1 – 2 | Öxabäck IF                                |                 |                 |
|  |              | Anna Pohjanen |       | Pernilla Pettersson Ulrika Kristoffersson | Umeå Publik: 62 | Umeå Publik: 62 |
|  |              |               |       |                                           | Umeå Publik: 62 | Umeå Publik: 62 |
|  |              |               |       |                                           | Umeå Publik: 62 | Umeå Publik: 62 |

|  | 29 juli 1991 | Hammarby IF                                             | 3 – 1   | Jitex BK          |                      |                      |
|  |              | Christine Bengtsson 19′ Sofie Ojala 53′ Sofie Ojala 63′ | (1 – 1) | Marie Nyqvist 34′ | Stockholm Publik: 68 | Stockholm Publik: 68 |
|  |              |                                                         |         |                   | Stockholm Publik: 68 | Stockholm Publik: 68 |
|  |              |                                                         |         |                   | Stockholm Publik: 68 | Stockholm Publik: 68 |

|  | 29 juli 1991 | Älvsjö AIK                                                                                 | 5 – 1   | Malmö FF            |             |             |
|  |              | Maria pluhacek 9′ Anette Klöver 31′ Lena Kolehmainen 63′ Ulrika Kalte 81′ Ulrika Kalte 88′ | (2 – 0) | Annika Nessvold 78′ | Publik: 103 | Publik: 103 |
|  |              |                                                                                            |         |                     | Publik: 103 | Publik: 103 |
|  |              |                                                                                            |         |                     | Publik: 103 | Publik: 103 |

## Semifinal
|  | 19 augusti 1992 | Öxabäck IF                                              | 2 – 3   | Älvsjö AIK                            | Hagavallen          |                     |
|  |                 | Ulrika Kalte 16′ Lena Kohlemainen 36′ Anette Klöver 48′ | (0 – 2) | Anneli Andelén 53′ Anneli Andelén 88′ | Öxabäck Publik: 150 | Öxabäck Publik: 150 |
|  |                 |                                                         |         |                                       | Öxabäck Publik: 150 | Öxabäck Publik: 150 |
|  |                 |                                                         |         |                                       | Öxabäck Publik: 150 | Öxabäck Publik: 150 |

|  | 19 augusti 1992 | Gideonsbergs IF                                         | 3 – 0   | Hammarby IF | Arosvallen           |                      |
|  |                 | Marie Kolbert 68′ Helen Nilsson 77′ Susanne Hedberg 88′ | (0 – 0) |             | Västerås Publik: 163 | Västerås Publik: 163 |
|  |                 |                                                         |         |             | Västerås Publik: 163 | Västerås Publik: 163 |
|  |                 |                                                         |         |             | Västerås Publik: 163 | Västerås Publik: 163 |

## Final
|  | 7 september 1992 | Ryavallen000 Borås000 |

|                                    | Älvsjö AIK | 2 – 1             | Gideonsbergs IF |  |
| Anette Klöver 37′ Ulrika Kalte 54′ | (1 – 1)    | Helen Nilsson 25′ |                 |  |
|                                    |            |                   |                 |  |

| Startelva: |    |                   |  |  |
|            |    |                   |  |  |
| MV         | 1  | Yvonne Lindström  |  |  |
| F          | 15 | Annika Larsson    |  |  |
| F          | 11 | Lotta Andersson   |  |  |
| F          | 21 | Helen Nilsson     |  |  |
| DMF        | 3  | Åsa Bergkvist     |  |  |
| HMF        | 13 | Lena Kohlemainen  |  |  |
| MF         | 2  | Camilla Andersson |  |  |
| MF         | 8  | Marie Arnberg     |  |  |
| VMF        | 9  | Carina Follinger  |  |  |
| A          | 7  | Anette Klöver     |  |  |
| A          | 10 | Ulrika Kalte      |  |  |
|            |    |                   |  |  |
|            |    |                   |  |  |
|            |    |                   |  |  |
|            |    |                   |  |  |
|            |    |                   |  |  |
|            |    |                   |  |  |
|            |    |                   |  |  |
|            |    |                   |  |  |
|            |    |                   |  |  |
|            |    |                   |  |  |
|            |    |                   |  |  |
|            |    |                   |  |  |
|            |    |                   |  |  |
|            |    |                   |  |  |
|            |    |                   |  |  |
|            |    |                   |  |  |

| Startelva: |    |                   |  |  |
|            |    |                   |  |  |
| MV         | 1  | Monika Nilsson    |  |  |
| HB         | 2  | Pia Peurala       |  |  |
| MB         | 3  | Åsa Jakobsson     |  |  |
| VB         | 14 | Malin Flink       |  |  |
| HMF        | 5  | Susanne Bergström |  |  |
| MF         | 6  | Susanne Hedberg   |  |  |
| VMF        | 12 | Marie Kolbert     |  |  |
| MF         | 7  | Anette Sjölind    |  |  |
| A          | 9  | Lena Erixon       |  |  |
| A          | 8  | Pärnilla Larsson  |  |  |
| A          | 11 | Helen Nilsson     |  |  |
|            |    |                   |  |  |
|            |    |                   |  |  |
|            |    |                   |  |  |
|            |    |                   |  |  |
|            |    |                   |  |  |
|            |    |                   |  |  |
|            |    |                   |  |  |
|            |    |                   |  |  |
|            |    |                   |  |  |
|            |    |                   |  |  |
|            |    |                   |  |  |
|            |    |                   |  |  |
|            |    |                   |  |  |
|            |    |                   |  |  |
|            |    |                   |  |  |
|            |    |                   |  |  |

| Domare: Susanna Granbäck, Johanneshov Ass. domare: Britt-Inger Eriksson & Anna Gustavsson | Publik: 505 |  |